# Allodessus thienemanni
Allodessus thienemanni är en skalbaggsart som först beskrevs av Csiki 1938.  Allodessus thienemanni ingår i släktet Allodessus och familjen dykare. Inga underarter finns listade i Catalogue of Life.